# Punto singular
Un punto singular de una función es un punto donde la función es continua pero la derivada en dicho punto es discontinua (más exactamente tiene una discontinuidad no evitable de primera especie). 
1. {\displaystyle \lim _{x\to a}f(x)=f(a)}, función continua.
2. {\displaystyle \lim _{x\to a^{-}}{\cfrac {dy}{dx}}\neq \lim _{x\to a^{+}}{\cfrac {dy}{dx}}}, no derivable.

Los puntos singulares son los únicos puntos en donde una función es continua, pero no puede trazarse una recta tangente a la función en dicho punto. 
En un punto singular, esto no se cumple, las derivadas no laterales forman un ángulo no llano lo que le da el nombre a este tipo de punto, también se denominan puntos angulosos. Además, como consecuencia, no existe la normal en este punto. Además existen funciones tales que todos sus puntos son angulosos, o más exactamente donde no existe la derivada en ningún punto a pesar de que su grafo es una curva continua, uno de los primeros ejemplos de este tipo de funciones lo constituyó la función de Weierstrass:

{\displaystyle f(x)=\sum _{n=0}^{\infty }a^{n}\cos(b^{n}\pi x),}

siendo los números reales a y b tales que:
{\displaystyle ab>1+{\frac {3}{2}}\pi .}

## Ejemplos
Función continua y no derivable en a
{\displaystyle \lim _{x\to a}f(x)=f(a)}
{\displaystyle \lim _{x\to a^{-}}{\cfrac {dy}{dx}}=\infty }
{\displaystyle \lim _{x\to a^{+}}{\cfrac {dy}{dx}}=-\infty }
Función creciente para x < a.
Función decreciente para x > a.
Para x < a es Función convexa.
Para x > a es Función convexa.
Para x = a máximo relativo.
Función continua y no derivable en a
{\displaystyle \lim _{x\to a}f(x)=f(a)}
{\displaystyle \lim _{x\to a^{-}}{\cfrac {dy}{dx}}=\infty }
{\displaystyle \lim _{x\to a^{+}}{\cfrac {dy}{dx}}<0}
Función creciente para x < a.
Función decreciente para x > a.
Para x < a es Función convexa.
Para x > a es Función cóncava.
Para x = a máximo relativo.
Función continua y no derivable en a
{\displaystyle \lim _{x\to a}f(x)=f(a)}
{\displaystyle \lim _{x\to a^{-}}{\cfrac {dy}{dx}}=\infty }
{\displaystyle \lim _{x\to a^{+}}{\cfrac {dy}{dx}}<0}
Función creciente para x < a.
Función decreciente para x > a.
Para x < a es Función convexa.
Para x > a es Función cóncava..
Para x = a máximo relativo.
Función continua y no derivable en a
{\displaystyle \lim _{x\to a}f(x)=f(a)}
{\displaystyle \lim _{x\to a^{-}}{\cfrac {dy}{dx}}=\infty }
{\displaystyle \lim _{x\to a^{+}}{\cfrac {dy}{dx}}=0}
Función creciente para x < a.
Función decreciente para x > a.
Para x < a es Función convexa.
Para x > a es Función cóncava..
Para x = a máximo relativo.
Función continua y no derivable en a
{\displaystyle \lim _{x\to a}f(x)=f(a)}
{\displaystyle \lim _{x\to a^{-}}{\cfrac {dy}{dx}}=\infty }
{\displaystyle \lim _{x\to a^{+}}{\cfrac {dy}{dx}}=0}
Función creciente para x < a.
Función creciente para x > a.
Para x < a es Función convexa.
Para x > a es Función convexa.
Función continua y no derivable en a
{\displaystyle \lim _{x\to a}f(x)=f(a)}
{\displaystyle \lim _{x\to a^{-}}{\cfrac {dy}{dx}}=\infty }
{\displaystyle \lim _{x\to a^{+}}{\cfrac {dy}{dx}}>0}
Función creciente para x < a.
Función creciente para x > a.
Para x < a es Función convexa.
Para x > a es Función cóncava.
Función continua y no derivable en a
{\displaystyle \lim _{x\to a}f(x)=f(a)}
{\displaystyle \lim _{x\to a^{-}}{\cfrac {dy}{dx}}=\infty }
{\displaystyle \lim _{x\to a^{+}}{\cfrac {dy}{dx}}>0}
Función creciente para x < a.
Función creciente para x > a.
Para x < a es Función convexa.
Para x > a es Función convexa.
Función continua y no derivable en a
{\displaystyle \lim _{x\to a}f(x)=f(a)}
{\displaystyle \lim _{x\to a^{-}}{\cfrac {dy}{dx}}=\infty }
{\displaystyle \lim _{x\to a^{+}}{\cfrac {dy}{dx}}=\infty }
Función creciente para x < a.
Función creciente para x > a.
Para x < a es Función convexa.
Para x > a es Función cóncava.
Para x = a es Punto de inflexión.